# Thème astrologique

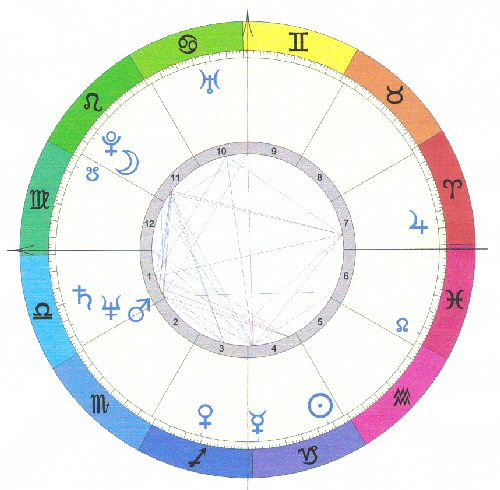
Carte du ciel pour définir le thème astrologique (fig. 1).

Un thème astrologique, du grec ancien τίθημι, títhêmi, « poser », est une interprétation de la position des astres (planètes, Lune et Soleil) à un moment donnée sur l'écliptique. Il donne lieu à une représentation schématisée, une carte du ciel avec les symboles astronomiques traditionnels des astres, des constellations du zodiaque, et des aspects remarquables, notamment conjonction, opposition et quadrature.
L'astrologie distingue le thème astral de naissance, dit généthliaque, qui prétend définir une personnalité et un destin, de l’horoscope, qui dépend uniquement du signe du zodiaque d'une personne – relatif à sa date de naissance, sans prendre en compte la précession des équinoxes –  dont les prédictions changent périodiquement et qui est qualifié d'astrologie populaire.

## Carte du ciel

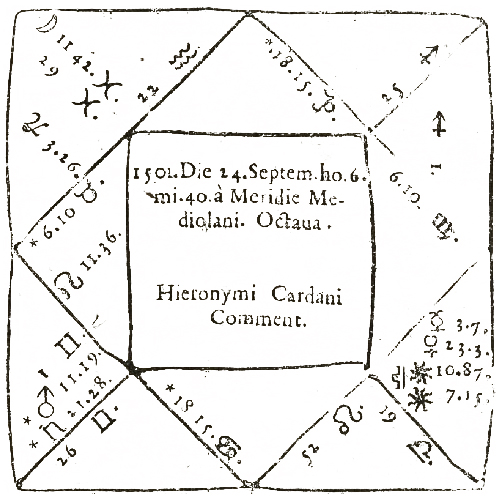
Représentation ancienne d'un thème astral : un carré divisé en douze maisons égales (fig. 2).

Autrefois, dresser une carte du ciel (fig. 1 et 2) était une opération relativement complexe qui nécessitait des outils spécialisés et un certain savoir-faire. Actuellement, un ordinateur et un bon logiciel permettent de calculer et dessiner une carte du ciel instantanément. Avant l'informatique, cela nécessitait généralement une table d'éphémérides, donnant les longitudes des astres et parfois une table des maisons adaptée au système de domification utilisé pour déterminer le début et la fin des maisons. On utilisait aussi fréquemment des tables de logarithmes appropriées, du moins jusqu'au moment où les calculatrices se sont répandues.

### Données requises
Un thème astrologique est toujours dressé pour un lieu et un moment donnés. Il faut donc connaître le lieu et l'instant exact de l'évènement dont on cherche à dresser la carte du ciel. La carte sera d'autant plus précise que les données seront précises.
Pour un thème natal, par exemple, il faut idéalement connaître le moment de la naissance le plus précisément possible. Dans la pratique, les astrologues doivent bien souvent se contenter d'une heure approximative. Les calculs nécessitent aussi la connaissance de la longitude et la latitude géographiques de l'événement. Sa précision est moins déterminante que le moment de l'événement, mais une précision de l'ordre du degré est souhaitable. La précision du moment de l'événement est surtout importante pour le calcul de la domification et donc de l'ascendant car en moyenne il progresse d'un degré toutes les quatre minutes. Si on effectue le calcul avec des tables, il faudra déterminer les temps universel TU et local correspondant.
Pour obtenir le temps universel, il faut connaître le régime horaire en vigueur au moment de l'événement. Ce que l'on peut obtenir à partir d'ouvrages spécialisés. Les opérations sont très simplifiées si on utilise des moyens informatiques performants. Il suffit dans la plupart des cas de fournir le nom du lieu connu le plus proche, la date et l'heure civile. Si on effectue le calcul avec des tables, il faudra déterminer le temps universel en consultant une table des régimes horaires en vigueur pour le lieu et la date considérée. Ce temps universel permettra d'interpoler les positions des astres donnés par les éphémérides pour chaque jour à minuit. On peut déterminer le temps local à partir du temps universel et de la longitude géographique du lieu, si on tient compte que la terre tourne de 1° toutes les quatre minutes d'ouest en est. Si le lieu se trouve à l'est de Greenwich, le temps local vaudra le temps universel augmenté d'autant de fois quatre minutes que de degrés de longitude. On retranchera cette valeur si le lieu est à l'ouest de Greenwich. Ce temps local sera utilisé pour interpoler et corriger le temps sidéral lu dans les éphémérides. Il faut apporter une correction de 10 secondes par heure lors du calcul pour tenir compte que le jour sidéral vaut 23 heures 56 minutes au lieu de 24 heures pour le jour solaire moyen. Il reste une petite correction à faire pour tenir compte de la longitude, car le temps sidéral est donné pour Greenwich. Les tables de maisons donnent la position des cuspides (pointes) des maisons dans les signes en fonction du temps sidéral ainsi obtenu et de la latitude géographique du lieu.
Dans certains cas, il conviendra de convertir la date en son correspondant dans le calendrier grégorien, notamment pour les dates antérieures à la réforme du calendrier julien de 1582 dont le moment de mise en application a varié selon les contrées.
Pour des thèmes anciens, l'heure peut être donnée directement en heure locale (généralement en temps solaire moyen, mais parfois en temps solaire vrai, la différence étant celle de l'équation du temps). Dans ce cas, il faut calculer l'heure GMT ou TU à partir de l'écart entre le méridien considéré et le méridien de Greenwich.

### Position des astres

Symboles astronomiques traditionnels des planètes (fig. 3).

Pour monter la carte du ciel, il importe de déterminer la position des astres relativement à un lieu de la Terre. Toutefois, pour dessiner la carte du ciel, seules les longitudes célestes (ou écliptiques) sont utilisées. Comme les trajectoires des astres sont plus ou moins inclinées sur le plan de l'écliptique (l'écliptique est le plan qui prolonge dans l'espace l'orbite de la Terre autour du Soleil), cela revient à ne considérer que les projections des positions des astres sur ce plan de l'écliptique. En apparence, le Soleil semble tourner autour de la Terre dans ce plan de l'écliptique. Les astrologues ont divisé cette trajectoire solaire en douze secteurs égaux, qui sont les signes conventionnels du zodiaque. Le début de ce zodiaque est le zéro degré du Bélier ou point vernal, à savoir l'endroit où le Soleil se lève à l'équinoxe de printemps. Durant l'année, le Soleil parcourt chacun des douze signes de ce zodiaque. Le printemps commence quand le Soleil entre dans le Bélier. L'entrée du Soleil dans le quatrième signe, le Cancer, correspond au début de l'été et au solstice d'été. Son entrée dans le septième signe, la Balance, marque le début de l'automne et l'équinoxe d'automne, et finalement son entrée dans le dixième signe, le Capricorne, correspond au début de l'hiver et au solstice d'hiver. On peut ainsi appeler ce zodiaque le « zodiaque des saisons ». Pour le distinguer du zodiaque stellaire, les astrologues l'appellent parfois « zodiaque tropical » ou « zodiaque intellectuel ».
Les astrologues repèrent les astres sur la carte du ciel (fig. 3) relativement au début des signes zodiacaux plutôt que relativement au début du zodiaque. Ils diront par exemple, que le Soleil est à 15° des Gémeaux et non pas que le Soleil se trouve à 75° du zodiaque.

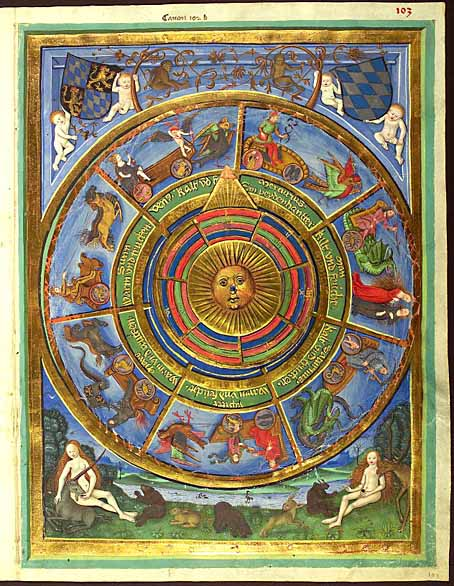
Astrolabe à disque rotatif déterminant les heures des 7 planètes. Enluminure de Berthold Furtmeyr. Livre du Destin de Heidelberg (Ratisbonne, 1491), cod Pal. germ. 832, fol 103r. Bibliothèque de l'Université de Heidelberg (fig. 4).

Les astrologues modernes placent non seulement les astres connus des anciens, à savoir Lune, Vénus, Mercure, Soleil, Mars, Jupiter et Saturne (fig. 4), mais aussi les planètes découvertes ultérieurement : Uranus (1781), Neptune (1846), et Pluton (1930). Certains astrologues modernes y placent aussi certains astéroïdes, comme Cérès, Pallas, Junon, Vesta, et Chiron À côté des longitudes, certains astrologues utilisent aussi les déclinaisons des astres pour calculer certains aspects basés sur ces déclinaisons.
Actuellement, la grosse majorité des astrologues utilisent des moyens informatiques ou des calculettes spécialisées pour déterminer les divers éléments de la carte du ciel, mais antérieurement les positions des luminaires : Soleil et Lune, et des planètes étaient obtenues au moyen de table d'éphémérides.
Le principe de calcul au moyen d'éphémérides est le suivant : les tables d'éphémérides donnent la position des astres chaque jour à minuit Temps Universel (parfois à midi). Connaissant le temps universel de l'événement, une simple interpolation par règle de trois permet de déterminer la position de l'astre avec la précision requise. Les corrections sont généralement superflues pour les astres lents comme Jupiter, Saturne, et au-delà. Par contre, la correction sur la longitude sur la Lune est très importante car elle progresse de plus de 12 degrés par jour dans le zodiaque.
On pourrait éventuellement déterminer les positions des astres par calcul, mais cela relève de la mécanique céleste. Le principe est grosso modo de calculer les positions héliocentriques de la Terre et de l'astre en fonction de la date julienne et ensuite d'effectuer un changement de coordonnées pour se ramener au système géocentrique,.

#### Autres éléments astronomiques

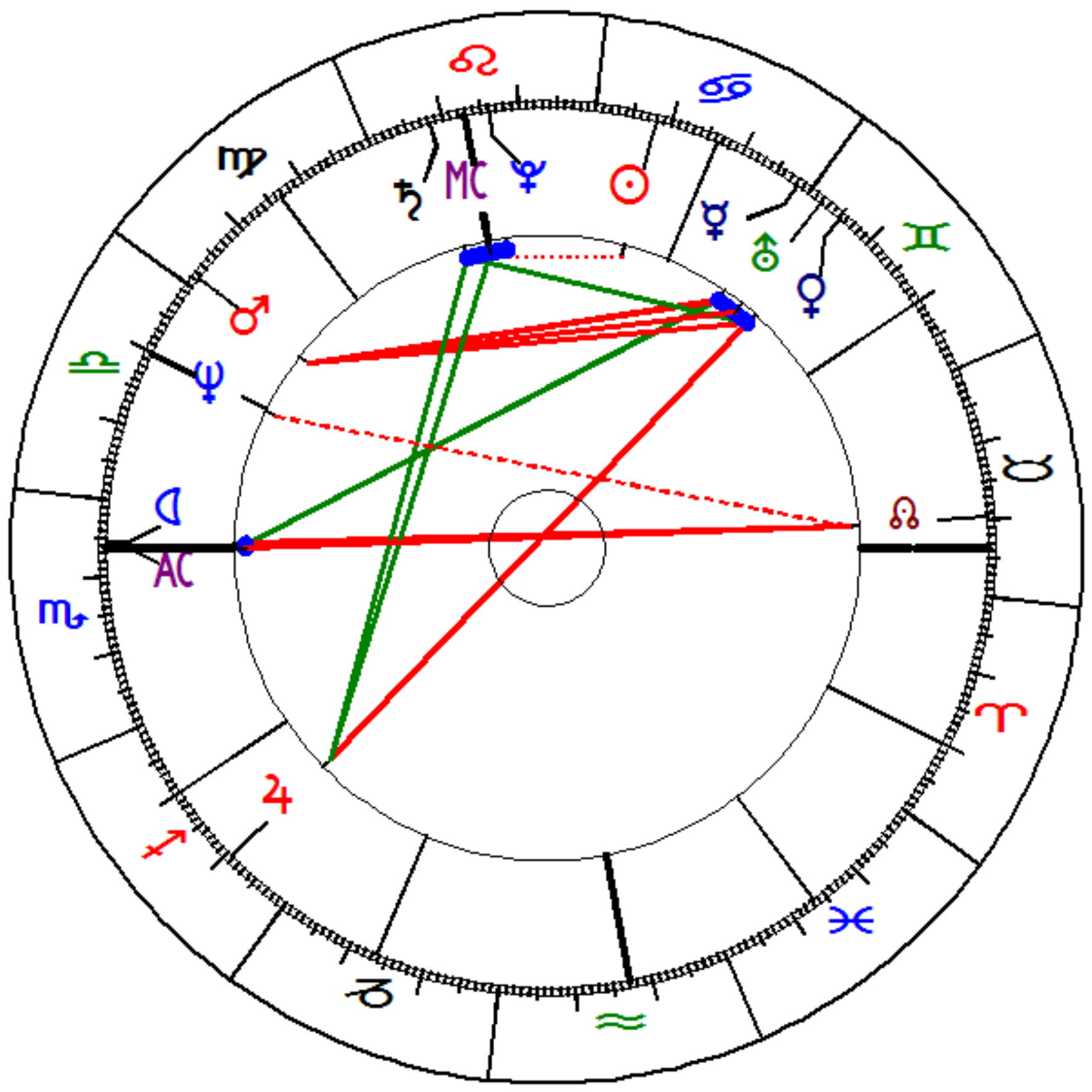
Nœud lunaire au Descendant (fig. 5).

##### Nœuds lunaires
Les astres ne sont pas toujours les seuls éléments pris en compte dans les thèmes astrologiques. Certains astrologues placent aussi sur la carte du ciel les deux nœuds lunaires (fig. 5). Comme l'orbite de la Lune autour de la Terre est inclinée par rapport à l'écliptique, cette orbite coupe ce dernier en deux points opposés nommés nœuds : le nœud ascendant ou nœud nord (quand la Lune passe de l'hémisphère sud vers l'hémisphère nord) et le nœud descendant ou nœud sud (quand la Lune passe de l'hémisphère Nord vers l'hémisphère sud). Les anciens astrologues, dont Ptolémée, les utilisaient d'une manière beaucoup plus restrictive que les astrologues modernes, qui souvent les considèrent comme des astres, alors que ce ne sont que des points fictifs. Le nœud nord était aussi appelé la tête du dragon (Caput Draconis) et le nœud sud, la queue du dragon (Cauda Draconis) - Les astrologues hindous les nomment respectivement Râhu et Ketu. Les éclipses ont lieu quand les lunaisons (Nouvelle Lune et Pleine Lune) ont lieu à l'endroit des nœuds,. L'axe des nœuds tourne de manière rétrograde dans le zodiaque en un peu plus de 18 ans.

##### Lune noire
À la suite de l'astrologue français Dom Neroman (1937), certains astrologues prennent aussi en considération une « Lune noire », un point fictif, qui n'est autre que la position du second foyer de l'orbite lunaire projetée sur l'écliptique ; d'autres tentent aussi de trouver des significations à des éléments astronomiques analogues (Soleil noir, nœuds planétaires, etc.)
Concernant la Lune noire, sa position est fortement dépendante de la régularité de la trajectoire lunaire. Or celle-ci est perturbée par des influences gravitationnelles provenant de multiples planètes, en version « mécanique newtonienne » ou « perturbation relativiste ». Cela implique deux choses :
- la position de la Lune noire fluctue de manière quasi-chaotique, on précise donc toujours si on prend une Lune noire moyenne ou vraie ;
- peu de logiciels astronomiques intègrent son calcul, car ses équations sont particulièrement complexes.

La personnalité et le travail de Dom Neroman ayant déjà été sujet à polémique, tous les astrologues n'en tiennent pas compte.

##### Étoiles fixes
Pour chaque constellation en dehors de la bande zodiacale, on tient compte de l'étoile la plus brillante, c'est-à-dire « l'étoile Alpha » de la constellation. Attention à ces constellations car, vu leur forte latitude écliptique :
- Il peut y avoir des distorsions importantes à l'interprétation entre la position réelle et la position dessinée ;
- Ce problème devient particulièrement prégnant lors de la domification, qui s'appuie sur une méthode de projection du cercle équatorial (cycle des heures) dans un repère « topocentrique » (cercle « azimuthal »). On ne projette plus sur l'écliptique / bande zodiacale, mais dans un repère horizontal dit « altazimuthal ». Pour une latitude écliptique croissante, on a {\displaystyle \lVert \bigtriangleup (L_{{\acute {e}}cliptique}-L_{horizontal})\rVert \nearrow }
- Il devient également critique lors de la prise en compte de symbolismes comme la « dignité », les « paranatellons » ou les « parts arabes » qui sont fondées sur le caractère diurne ou nocturne du thème. Tout ce qui précède l'Ascendant est réputé « couché sous l'horizon », mais un astre à forte latitude écliptique peut très bien être levé tout en précédant l'ascendant le long de l'écliptique.

On sait également que seules les Maisons aux angles (1, 4, 7, 10) sont importantes pour la prise en compte des influences stellaires pures. Ainsi Algol, « l'étoile démon », la plus virulente de toutes, est nécessairement présente dans l'une des douze maisons. Le thème est-il systématiquement maléficié pour autant ?
On tient généralement compte des « étoiles fixes » les plus importantes dans l'interprétation, (les Pléiades repérées par α Tauri (Aldébaran), β Orionis (Rigel), α Orionis (Bételgeuse), α Canis Majoris (Sirius), α Leonis (Régulus), α Virginis (Spica), α Bootis (Arcturus), α Scorpii (Antarès), α Lyrae (Véga), α Piscis Austrini (Fomalhaut), etc.). Les étoiles sont relativement fixes (à la précession des équinoxes près).
Quatre étoiles fixes sont dites traditionnellement « étoiles royales » : Aldébaran, Régulus, Antarès et Fomalhaut.

##### Parts (dont celle de fortune)
L'astrologie arabe du Moyen Âge faisait un très grand usage des « parts », qui ont été importées dans l'usage occidental à la Renaissance. Ces parts dites arabes remontent en fait à un usage gréco-égyptien, elles sont déjà citées par Ptolémée et Paul d'Alexandrie. D'après le Dictionnaire astrologique de Gouchon, il existerait une soixantaine de parts qui, hormis la « part de fortune », sont quasi totalement négligées par les astrologues actuels. On obtient la position de la « part de fortune » en reportant à partir de l'ascendant la distance entre le Soleil et la Lune, en partant du Soleil comme point de départ, en opérant dans le sens correspondant à l'ordre des signes. Les autres parts sont obtenues par des calculs analogues.

##### Mi-points
Le « mi-point » est le point fictif de l'écliptique situé à égale distance de deux astres. Il était déjà utilisé au XIIIe siècle par l'astrologue italien Guido Bonatti pour rectifier des thèmes. Tombés par la suite en désuétude, les mi-points ont été remis en usage par les adeptes de l'astrologie uranienne, notamment Reinhold Ebertin.
Selon certains, l'introduction de ces points arithmétiques semble largement due à la recherche par les astrologues d'une « clef manquante » permettant de simplifier l'interprétation du thème, préférant à une synthèse trop complexe la fuite en avant dans une analyse toujours plus détaillée.
Les mi-points ont été introduits par Alfred Witte (en), le père de l'astrologie uranienne (dite aussi École d'astrologie de Hambourg), puis sont repris par Reinhold Ebertin et sa pratique de la Cosmobiologie, au début du XXe siècle, pour en finir avec le flou caractéristique des interprétations fondées sur des orbes jugés trop larges. L'usage des mi-points est effectué avec précision ; par exemple, si le Soleil et la Lune sont séparés par un angle de 127⁰ (et 233⁰), les mi-points situés à 63⁰ 30 minutes et 116⁰ 30 minutes sont jugés plus importants que le trigone avec une orbe de 7⁰. La rencontre des rayons, quelle qu'en soit la nature, sur l'axe des mi-points, est considérée comme plus certaine qu'une possible relation harmonique entre les deux planètes distantes de 127, et non 120, degrés.

### Domification

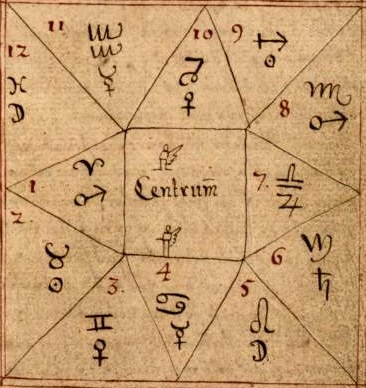
Thème comportant les douze maisons, les signes associés et leurs planètes maîtresses. Manuscrit islandais du XVIIIe siècle (fig. 6).

La domification (du latin domus, maison) consiste à découper la carte du ciel en douze différentes demeures ou maisons. Une première grande division est obtenue par l'axe ascendant-descendant. Le degré du zodiaque qui se lève vers l'est sur l'horizon et celui opposé qui se couche vers l'ouest déterminent l'axe ascendant-descendant. C'est une donnée commune à la plupart de tous les systèmes de domification utilisés. L'axe Milieu du Ciel-Fond du Ciel est aussi une donnée commune à plusieurs systèmes. Cet axe est obtenu par le méridien qui coupe le milieu des arcs diurne et nocturne. Il est ensuite projeté sur l'écliptique. L'intersection des deux axes ascendant-descendant et milieu du ciel-fond du ciel donne quatre quadrants comprenant chacun trois maisons. Le découpage des quadrants en maisons est spécifique à chaque système. Dans le système dit de Placide, le découpage est obtenu par la trisection égale des arcs diurnes et nocturnes et en projetant les points obtenus sur l'écliptique. Du fait de la projection, les maisons obtenues ont des étendues inégales. Les maisons opposées ont toutefois des tailles identiques. La domification de Placide a un défaut rédhibitoire car on ne peut domifier pour les latitudes circumpolaires.
Il y environ une vingtaine de système de domification. Citons entre autres les systèmes de Placide (XVIIe siècle), de Regiomontanus (XVe siècle), de Campanus(XIIIe siècle), d'Alcabitius (Xe siècle), déjà utilisé par Rhétorius l'Egyptien, astrologue byzantin du (VIe siècle), celui -moderne-  du Dr. Walter A. Koch (1960), et l'un des plus anciens connus, celui dit « Modus Aequalis » dont les maisons sont toutes égales à 30 degrés partant de l'ascendant et qui a été répandu par Julius Firmicus Maternus au IVe siècle.
Les maisons sont généralement numérotées de I à XII à partir de l'ascendant. Les cuspides ou pointes des maisons sont généralement les frontières entre les maisons, sauf dans certains systèmes où les cuspides sont les milieux des maisons. La maison I s'étend alors également de part et d'autre de l'ascendant. La domification de Placide est parmi les plus répandues. On peut l'établir aisément au moyen de tables calculées à cet effet. C'est une table qui donne la position des cuspides des maisons dans le zodiaque en fonction de la latitude et du temps sidéral.

#### Données astronomiques
La Terre tourne sur elle-même en 24 heures autour de l'axe nord-sud des pôles, et ce d'ouest en est. Elle tourne une fois sur elle-même en 24 heures sidérales. Pour un observateur terrestre, c'est l'ensemble du ciel avec tout ce qu'il contient qui semble tourner autour de la Terre, mais dans le sens inverse du mouvement réel de rotation de celle-ci.
L'observateur voit ainsi un astre se lever à l'est, culminer à son méridien, et se coucher à l'ouest. L'astre décrit de la sorte un arc sur la sphère céleste que l'on nomme son arc diurne. L'arc parcouru par un astre entre son coucher et son lever est appelé l'arc nocturne. La longueur d'un arc peut être exprimée en degrés ou en temps sidéral. La Terre tournant sur elle-même en 24 heures sidérales, 360° équivalant à 24 heures sidérales, on a la correspondance : un degré correspond à quatre minutes de temps sidéral. En général, les arcs diurnes et nocturnes des astres qui se lèvent ne sont pas égaux ; cette longueur dépend de la déclinaison de l'astre. Quand la déclinaison est nulle, l'arc diurne est égal à l'arc nocturne.
- La domification, dite de Placidus (ou Placide), consiste en l'équipartition de tous les arcs diurnes et nocturnes. Chaque semi-arc est divisé en trois parties égales. Hormis l'horizon et le méridien, qui sont des grands cercles, les courbes obtenues par l'équipartition de tous les arcs diurnes et nocturnes sont des courbes gauches iso-horaires dont l'intersection avec l'écliptique donne les cuspides des maisons zodiacales. Ces courbes ou domitudes sont dans ce cas aussi appelées les courbes placidiennes. Il est facile de connaître l'ascension droite du milieu du ciel, et donc du milieu de l'arc diurne puisque c'est le temps sidéral du lieu pour laquelle est dressée la carte. Avec des moyens informatiques, le calcul, qui nécessite une connaissance de la trigonométrie sphérique, se fait par itération, mais il existe des méthodes mathématiques approchées donnant une précision suffisante. Comme les calculs se font en coordonnées équatoriales (ascension droite et déclinaison), et que c'est la longitude céleste qui est utile pour positionner les cuspides sur la carte du ciel, un changement de coordonnées sera nécessaire. Il s'ensuit que la cuspide de la maison I ou Ascendant (AS) est l'intersection orientale de l'horizon avec l'écliptique, l'intersection occidentale étant la cuspide de la maison VII ou Descendant (DS). Par ailleurs, le méridien du lieu coupe l'écliptique en deux points opposés qui sont les cuspides des maisons IV et X, respectivement appelés Fond du Ciel (FC) et Milieu du Ciel (MC). Avec ce système, les maisons sont généralement d'étendues inégales, sauf celles qui sont opposées. Il est rare que les astrologues fassent ce genre de calcul car les tables, dites des maisons, donnent  directement la position des cuspides dans le zodiaque en fonction de la latitude géographique et du temps sidéral, par ailleurs l'usage d'un logiciel et d'un ordinateur ne nécessitent aucun calcul. [Au lieu de rester dans le baratin donnez les formules de calcul, au moins pour Placidus, vous paraitrez plus sérieux.] La domification Placidus est impossible pour les colatitudes inférieures à l'obliquité de l'écliptique (+/-23°), donc au-delà (vers le Nord) du cercle polaire arctique et en deçà (vers le Sud) du cercle polaire antarctique. En effet, il n'y a plus d'Ascendant ni de Descendant, car les astres sont soit toujours visibles soit toujours invisibles, et ne se lèvent ni ne se couchent[14].

- La domification dite « Modus Aequalis » attribuée à l'astrologue Julius Firmicus Maternus est plus simple à calculer. Une fois que l'on a obtenu la position de l'ascendant, toutes les maisons sont égales, et l'axe FC-MC est de ce fait perpendiculaire à l'axe Ascendant-Descendant. En principe, dans ce système, les cuspides sont généralement les milieux des maisons.

Avec les variantes, il y a une vingtaine de méthodes de domification, dont celle de Placide fort répandue malgré ses défauts.

#### Approche historique
La domification en douze secteurs, par analogie aux douze signes du zodiaque, n'a pas été utilisée d'emblée comme allant de soi par les premiers astrologues. Après la division naturelle en quatre secteurs délimités par le méridien et l'horizon, et formant les quatre angles, chaque secteur a d'abord été divisé en deux pour donner un schéma à huit cases (octopos). On voit apparaître le système à douze cases dans « L’Astronomicon » de Manilius (10 ap. J.-C.), timidement suivi par Claude Ptolémée, mais c'est surtout Julius Firmicus Maternus dans son « Traité des Mathématiques célestes » (IVe siècle) qui en fait une description aboutie qui fut reprise systématiquement par les astrologues ultérieurs. Toutefois, cela ne concerne que la représentation en douze régions car l'étendue des maisons, elle, a évolué en fonction des méthodes de domification. Quant aux significations fondamentales des maisons, elles n'ont guère changé depuis. On ne peut nier qu'il y ait une parenté entre les significations attribuées aux maisons et celles accordées aux signes du Zodiaque, comme si les premières en avaient été extraites. Dans la plupart des systèmes de domification, les cuspides constituent le début et la fin des maisons. Néanmoins, il semblerait qu'il s'agisse d'une dérive. En effet, le mot cuspide signifie pointe ou sommet en pointe et non pas limite, frontière, etc. Les cuspides auraient été chez Maternus le centre des maisons, l'endroit où la signification est la plus prégnante,.
Les quatre angles ont donné leur nom aux maisons où ils se trouvent, qui s'appellent pour cette raison des maisons angulaires. Ce sont les maisons I, IV, VII et X. Les maisons II, V, VIII, XI sont dites maisons succédentes, tandis que les maisons III, VI, IX, XII sont dites cadentes.

#### Position des maisons
La position des pointes ou cuspides des maisons sur la carte du ciel dépend de la méthode de domification choisie. Nombre de méthodes, dont celles dites de Placide, de Campanus, de Regiomontanus ont au moins l'Ascendant et le Milieu du Ciel en commun. Par contre, les cuspides intermédiaires sont positionnées différemment.
Pour la majorité des domifications, la cuspide marque le début de la maison, mais il y a des exceptions, et dans ce cas la cuspide marque le centre de la maison, comme dans la variante du Modus Aequalis suggérée par l'astrologue Maurice Nouvel, qui prétend même en se référant à Julius Firmicus Maternus que pour les anciens astrologues le mot cuspide (du latin cuspis, idis qui signifie pointe et qui donc aurait le sens de sommet, culmination) désignait le centre de la maison, le lieu où l'influence d'un astre était la plus forte et la signification de la maison la plus nette.
Pour la plupart des méthodes de domification, bien que les arcs diurne et nocturne soient respectivement sectionnés en parties égales, la « projection » sur l'écliptique fait en sorte que l'étendue des maisons devient inégales. Le Milieu du Ciel lui-même une fois projeté n'est plus perpendiculaire à l'axe Ascendant-Descendant, mais est plus ou moins incliné vers l'Ascendant ou vers le Descendant. Une conséquence est qu'il arrive souvent qu'une maison fasse plus de trent degrés et qu'elle contienne de la sorte l'entièreté d'un signe du zodiaque. Ce signe est alors dit intercepté et cela aurait une signification particulière lors de l'interprétation du moins pour certains astrologues.
Le Modus Aequalis fait exception, puisque cette domification n'est pas basée sur une équipartion des arcs diurne et nocturne. Dans ce cas le Milieu-du-Ciel est perpendiculaire à l'axe Ascendant-Descendant, et les cuspides des maisons s'obtiennent par division de chaque quadrant en trois parties égales.
Pour des raisons mal élucidées, les astrologues numérotent les douze maisons en sens inverse de celui du mouvement apparent des astres. Ainsi, le Soleil à son lever entre en maison XII, puis passe par la XI, entre en X puis culmine sur la cuspide de X. Il traverse successivement les maisons IX, VIII, VII et se couche au Descendant ou cuspide de VII.

### Aspects planétaires

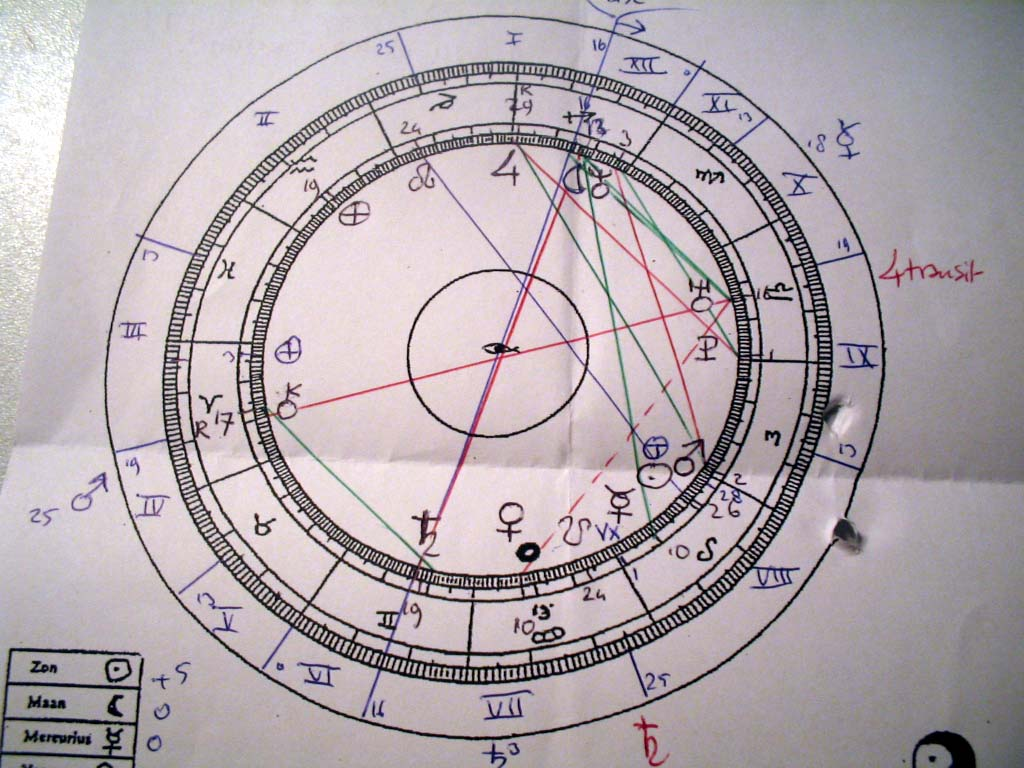
Aspects entre planètes
(fig. 7).

L'aspect en astrologie est un écart angulaire en longitude mesuré sur l'écliptique existant entre deux corps célestes (fig. 7).
Classiquement, les anciens utilisaient cinq aspects auxquels ils attribuaient des symboles particuliers :
- la conjonction, quand les astres sont situés à un même degré du zodiaque ;
- l'opposition, où l'angle vaut 180° ;
- le trine ou trigone, qui est le tiers d'un cercle ou 120° ;
- le quadrille ou carré, ou encore quadrature, où l'angle vaut 90° ;
- le sextile, avec un angle de 60°.

À ces aspects dits majeurs, les astrologues ajoutent parfois des aspects dit mineurs le semi-sextile (30°), le semi-carré, (45°), le sesqui-carré (135°) et le quinconce (150°). Certains astrologues utilisent aussi les aspects dits képlériens, résultant de la division du cercle par cinq : le quintile (72°), le bi-quintile (144°), le semi-quintile ou décil (36°) et le sesqui-quintile ou tridécile (108°). Les aspects dits mineurs auraient été imaginés par Kepler, sinon utilisés par lui.
Il y a encore d'autres aspects, mais ils sont quasiment tombés en désuétude :
- les antisces et les contre-antisces. Il y a un aspect d'antisce quand deux astres sont symétriques par rapport à l'axe des solstices (0° Cancer-Capricorne) et de contre-antisce quand la symétrie a lieu relativement à l'axe des équinoxes (0° Bélier-Balance) ;
- les parallèles et contre-parallèles sont des aspects non plus entre longitudes mais entre déclinaisons. On parle de parallèle de déclinaison quand les astres ont des déclinaisons identiques ou proches et de contre-parallèles quand les déclinaisons sont égales ou proches mais de signes opposés. L'orbe préconisé est habituellement de 1° ou 2° au plus. Les parallèles et les antisces seraient équivalents à une conjontion, et les contre-parallèles et les contre-antisces seraient plutôt analogues à l'opposition[17] ;
- la combustion est un cas particulier de la conjonction. Il y combustion lorsqu'un astre est à moins de 8°30' du Soleil. De plus on parle de cazimi quand un astre est au cœur du Soleil, à moins de 16 minutes près[10].

Les aspects ne sont que très rarement exacts ; toutefois, les astrologues admettent une certaine tolérance pour prendre l'aspect en compte. Il semble d'ailleurs que le premier usage des aspects ait été prévisionnel et non horoscopique, c'est le moment où l'aspect se formait qui déterminait une échéance. Cette tolérance est appelée l'orbe. Cet orbe est fonction de la grandeur de l'aspect et des astres en présence. Il n'y a pas d'unanimité chez les astrologues pour la valeur à attribuer aux orbes. Comme ordre de grandeur, citons environ 10° pour la conjonction, de 8 à 12 pour le trigone et l'opposition, de 6 à 8 pour la quadrature, 4 à 6 pour le sextile. Quant aux aspects mineurs, les orbes sont de 1 à 3°. Néanmoins, les orbes sont parfois augmentés quand un ou deux luminaires font partie de l'aspect. Un aspect est dit partil lorsqu'il se produit entre degrés identiques, mais il n'est vraiment exact que si l'orbe est inférieur à 1°. L'aspect serait d'autant plus puissant qu'il est exact ou partil et que les déclinaisons des deux astres seraient très proches, et sa puissance diminuerait progressivement quand l'orbe augmente.
- Application et séparation - Pour évaluer les aspects, il faudrait aussi tenir compte de ce qu'on appelle l'« application » et la « séparation ». Il est dit qu'une planète applique à une autre quand une planète plus rapide commence à former un aspect à une plus lente. L'aspect est ensuite exact ou partil, puis les planètes se séparent quand l'aspect se défait. Dans un thème, les aspects qui appliquent seraient plus puissants à distance égale que ceux qui se séparent. Les orbes pour l'application pourraient aussi être légèrement augmentés[10].

- Aspects gauches et aspects droits - Les aspects gauches (ou senestres) sont ceux qui se forment dans le sens des signes du Zodiaque (sens anti-horaire), tandis que les aspects droits (ou dextres) se forment dans le sens opposé à celui des signes (sens horaire). Les aspects gauches auraient une influence plus puissante[10].

- Durée des aspects - Certains astrologues prétendent que l'influence de l'aspect doit être évaluée dynamiquement. L'aspect serait d'autant plus efficient qu'il aura duré plus longtemps. Pour ces astrologues, l'influence de l'aspect serait maximale un peu après son point exact, et les aspects formés par une planète rétrograde seraient renforcés.

- L'occultation - Pour avoir une occultation (ou conjonction vraie) ou une opposition vraie, il faut non seulement que les longitudes zodiacales soient identiques, mais que les déclinaisons le soient aussi. Comme cas particulier : les nouvelles lunes et les pleines lunes sont respectivement des conjonctions et des oppositions soli-lunaires, mais les éclipses qui sont des occultations sont toutefois moins fréquentes. Pour cela, il faut que l'aspect soit sur l'axe des nœuds lunaires, autrement dit, que la lunaison se produise dans le plan de l'écliptique[10].

- Aspects particuliers - Quand elles sont prises en compte dans l'interprétation, ne sont considérées généralement que les étoiles fixes les plus importantes comme Antarès, Aldébaran, Algol, etc. Leur influence dépendrait en grande partie de leurs aspects (conjonction et parallèle surtout) avec un astre, mais elles n'auraient pas d'influence par elles-mêmes[10].
- De nombreux astrologues tiennent aussi compte des aspects que font les astres avec certains points de la carte du ciel, notamment les pointes des maisons angulaires (cuspides des maisons I, IV, VII, X), la part de fortune, la lune noire, etc.

## Différents types de cartes du ciel

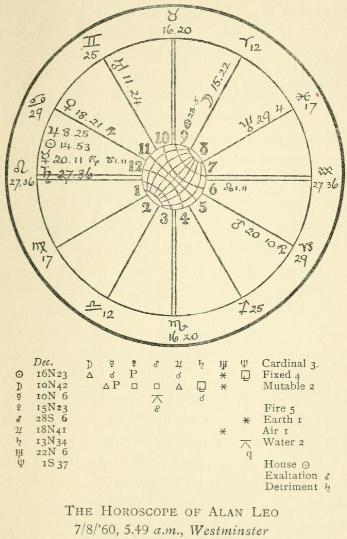
Représentation classique d'un thème astral : un cercle divisé en douze maisons égales. (fig. 8).

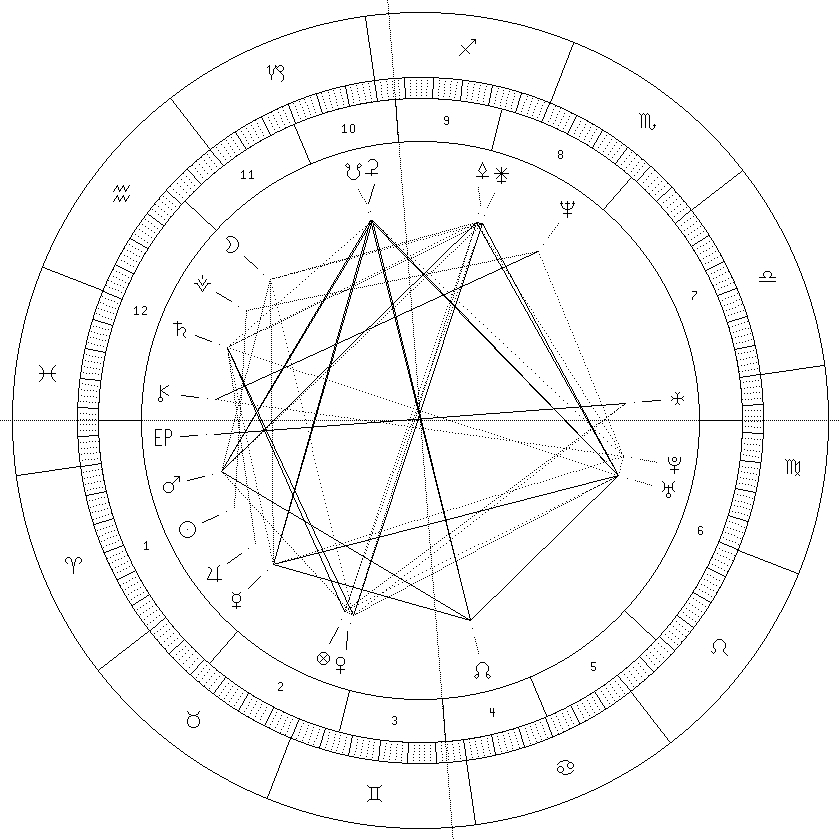
Représentation moderne d'un thème astral : un cercle divisé en douze signes égaux (fig. 9).

Il existe de nombreux modèles de cartes du ciel. De nos jours, la représentation la plus courante en astrologie occidentale semble être de tracer deux cercles concentriques gradués entre lesquels sont représentés les signes du zodiaque auxquels se superposent la domification et les différents symboles et leurs positions en degrés. Les aspects sont généralement tracés dans le cercle intérieur. Comme c'est la domification qui est tracée sur le zodiaque, la différence d'étendue des maisons est bien apparente (fig. 9). De nombreux astrologues orientent la figure de façon que l'ascendant soit systématiquement à gauche et le milieu du ciel en haut.
Dans certains modèles de cartes, ce sont les maisons qui sont tracées égales. Les signes sont alors simplement mentionnés sur les cuspides (fig. 8).

## Techniques prédictives
Les astrologues utilisent plusieurs méthodes pour tenter de prédire les événements ; les principales sont les transits, les directions primaires, les progressions (directions secondaires et directions symboliques) et la technique des révolutions solaires.

### Transits
Par transit, on entend le passage réel d'un astre sur un élément d'un thème astrologique à un moment donné. Par exemple, on peut dire qu'au mois de juillet le Soleil « transite » le signe du Cancer, mais aussi qu'à une date déterminée Jupiter transite Saturne, l'ascendant ou le milieu du Ciel. Toutefois, le transit d'un astre peut aussi être considéré par l'aspect qu'il forme à un élément de la carte du ciel. Par exemple, Mars en transit peut former un carré à Uranus radical.
L'étude des transits permettraient de prédire certains événements importants, mais selon Henri-Joseph Gouchon l'effet des transits semble se soumettre à celui des directions, car les faits saillants surviendraient quand il y a des concordances entre les aspects de « directions » et les aspects par transit.
Seuls les transits des planètes lentes auraient par ailleurs un effet notable, notamment Jupiter, Saturne, Uranus, etc.
Les transits des lunaisons seraient par contre importants, surtout en combinaison avec d'autres transits sur des points valorisés de la carte du ciel. Gouchon précise que l'effet des transits est parfois retardé de quelques jours quand ils se combinent avec des lunaisons. Pour l'étude des transits, il prend en compte un orbe de 2 degrés avant et après l'aspect exact.

### Révolution solaire
Cette technique consiste à dresser un thème astral pour le moment précis où le Soleil revient par transit sur sa position radicale, donc sur sa position natale dans le cas d'une personne (en degré exact, pas à la date et à l'heure). Si on utilise des tables d'éphémérides, la date et l'heure sont aisément déterminées par une simple règle de trois. Lorsque l'on dresse le thème pour une personne, le thème devrait être dressé pour l'endroit où se trouve cette dernière au moment exact de cet anniversaire solaire, car le lieu a une incidence directe sur la modification. L'interprétation se fait alors en comparant le thème de révolution solaire au thème radical. Isolément, la révolution solaire n'aurait aucune signification particulière. La méthode de la révolution solaire permettrait de faire des prévisions pour la période allant d'un anniversaire à l'autre,. Il faut toutefois noter qu'en astrologie traditionnelle le thème de révolution solaire est dressé pour le lieu de naissance.

### Directions primaires
La technique des directions primaires est la seule qui fasse partie de la Tradition astrologique. Il en est question au livre troisième de la « Tétrabible » de Ptolémée. Elle s'appuie sur les phénomènes célestes qui se produisent dans les heures qui suivent la naissance. Son principe de base est que, lors du mouvement diurne, le déplacement d'un astre de 1° en ascension droite correspond à un an dans la vie (soit 4 minutes de temps sidéral indiquent les tendances rencontrées lors d’une année de la vie car 24 h de temps sidéral correspondent à 360°). Diriger un astre A1 sur un astre A2 qui le suit dans l'ordre des signes du zodiaque, c'est calculer la portion d'arc diurne parcouru par A2 pour atteindre le point iso-horaire A'1 de A1 sur l'arc diurne de A2. L'arc de direction est compté dans le sens de l'ordre des signes du zodiaque. Une fois que l'on a déterminé les deux semi-arcs diurnes de A1 et A2, et les distances méridiennes des points A1 et A'1, une soustraction suffit pour obtenir l'arc de direction (ou une addition si les points sont de part et d'autre du méridien). Le point fixe est appelé le significateur et le point, que l'on dirige vers ce point fixe, est nommé le prometteur. De telles directions sont dites directes, en revanche quand on compte les arcs dans le sens opposé à celui des signes du zodiaque, donc dans le sens horaire, on parle de directions converses ; le significateur est alors dirigé sur le prometteur.

### Progressions
Il y a plusieurs variantes dont les directions symboliques. Cette dernière méthode consiste à faire progresser d'un an par degré systématiquement tous les éléments du thème radical (même les planètes dites ‘’rétrogrades’’) dans le sens des signes du zodiaque. Pour chaque âge de la vie, les aspects de la carte progressée relativement au thème radical sont alors examinés et interprétés. C'est une méthode simple qui a souvent la faveur des astrologues débutants car elle ne nécessite aucun calcul. Une autre méthode consiste à ajouter à la date du thème radical un nombre de jours égal à l'âge de la personne et de dresser un thème pour la même heure. Ce dernier, dit thème progressé, est alors interprété en le comparant au thème natal

## Comparaison de thèmes
Pour mettre en rapport les caractères de deux personnes, l'astrologue compare les cartes natales de ces personnes. Parmi les cas principaux : 
- les synastries sont censées étudier les relations entre les thèmes de naissance de deux personnes pour déterminer leurs affinités de caractère ;
- le thème composite porterait plutôt sur l'étude de la relation proprement dite.

### Synastrie
Techniquement, la synastrie consiste à superposer deux cartes du ciel pour en étudier les rapports.
La synastrie prétend décrire ce qu'une personne éprouverait pour une autre et inversement, elle décrirait les affinités et les aversions entre deux personnes en termes de leur effet l’une sur l’autre. Lors d'une analyse de la synastrie d’une relation, on pourrait dire « Ta Vénus est sur mon Mars. Tu stimules mon Mars et tu obtiens une réaction martienne de ma part, tandis que je stimule ta Vénus et provoque une réaction vénusienne en toi. C’est pourquoi nous éprouverions certains sentiments l’un pour l’autre ».

### Thème composite
Le principe est de dresser un seul thème à partir des données de deux thèmes. Les éléments du nouveau thème sont généralement obtenus en prenant le mi-point des éléments des thèmes individuels. Le thème, dit composite, est censé représenter la relation elle-même en tant que telle.
Le thème composite serait analogue à un « champ énergétique » qui affecterait les deux personnes et montrerait certains aspects de chacune d'elles tout en leur imposant sa propre dynamique. L'étude du thème composite ne porterait pas sur les sympathies et antipathies éprouvées individuellement, mais sur l'« énergie » qu'elles généreraient entre elles.

#### Carte du ciel
- André Barbault, Astrologie : Symboliques : Calculs : Interprétations, Éditions du Seuil, 2005, 767 p. (ISBN 978-2-02-068021-9).
- Rae Orion (trad. de l'anglais par Régine Ruet), L'Astrologie pour les Nuls [« Astrology for Dummies »], Paris, Éditions générales First, coll. « Pour les Nuls », 2021, 324 p. (ISBN 978-2-41206-855-7).

#### Les techniques prédictives
- Catherine Aubier, ABC de l'astrologie prévisionnelle, Grancher Éditeur, 2006, 261 p. (ISBN 978-2-7339-0964-5)
- Yves Christiaen, Prévisions, directions, transits : De la méthode aux méthodes, Éditions Dervy, 1996 (ISBN 978-2-85076-158-4)
- Ciro Discepolo, Transits et révolutions solaires : Un nouveau système pour deux méthodes anciennes, Éd. Ricerca'90, 2008, 468 p. (ISBN 978-88-96447-02-4, lire en ligne)
- Hadès, Révolutions solaires, directions, progressions, transits, Hadès, 1997, 217 p. (ISBN 978-2-940186-09-9)
- Liliane Souvay, Transits et révolutions solaires en astrologie, Éditions Bussière, 1998 (ISBN 978-2-85090-179-9)

#### L'horoscope relationnel: la comparaison de thèmes

##### La synastrie
- Alexander Ruperti, Synastrie : Astrologie humaniste et relations interpersonnelles, R.A.H. (Réseau d'Astrologie Humaniste), 1979

##### Le thème composite
- (de) Robert Hand, Planeten im Composit : Astrologie der Beziehungen, Papyrus Verlag, 1986 (ISBN 978-3-922731-09-2)